# Ленковецька сільська рада (Шепетівський район)
Ленкове́цька сільська́ ра́да — адміністративно-територіальна одиниця та орган місцевого самоврядування в Шепетівському районі Хмельницької області. Адміністративний центр — село Ленківці.

## Загальні відомості
Ленковецька сільська рада утворена в 1991 році.
- Територія ради: 2,549 км²
- Населення ради: 1 217 осіб (станом на 2001 рік)
- Територією ради протікає річка Хвоса

## Населені пункти
Сільській раді підпорядковані населені пункти:
- с. Ленківці
- с. Степ

## Склад ради
Рада складається з 16 депутатів та голови.
- Голова ради: Ковальський Микола Миколайович
- Секретар ради: Брег Галина Іванівна

### Керівний склад попередніх скликань
| Прізвище, ім'я, по батькові    | Основні відомості                                                 | Дата обрання | Дата звільнення |
| ------------------------------ | ----------------------------------------------------------------- | ------------ | --------------- |
| Ковальський Микола Миколайович | Сільський голова, 1952 року народження, освіта вища               | 26.03.2006   | 31.10.2010      |
| Ковальський Микола Миколайович | Сільський голова, 1952 року народження, освіта вища, безпартійний | 31.10.2010   |                 |

Примітка: таблиця складена за даними сайту Верховної Ради України

### Депутати
За результатами місцевих виборів 2010 року депутатами ради стали:

#### За суб'єктами висування
| Суб'єкт висування | Кількість обраних депутатів | %    |
| ----------------- | --------------------------- | ---- |
| Самовисування     | 11                          | 68,8 |
| Народна партія    | 3                           | 18,8 |
| Партія регіонів   | 2                           | 12,5 |

#### За округами
| № округу        | Прізвище, ім'я, по батькові       | Дата визнання обраним | Освіта             | Партійна приналежність                        | Відомості про обраного депутата              |
| --------------- | --------------------------------- | --------------------- | ------------------ | --------------------------------------------- | -------------------------------------------- |
| Народна Партія  |                                   |                       |                    |                                               |                                              |
| 3               | Котик Петро Степанович            | 14.11.2010            | вища               | член Народної партії                          | СТОВ"Поділля", ветлікар                      |
| 7               | Джуринська Людмила Іванівна       | 04.11.2010            | вища               | член Народної партії                          | СТОВ «Поділля», комірник                     |
| 9               | Вичавка Галина Романівна          | 04.11.2010            | вища               | позапартійна                                  | ДНЗ «Калинонька», завідувачка                |
| Партія регіонів |                                   |                       |                    |                                               |                                              |
| 13              | Брег Галина Іванівна              | 04.11.2010            | вища               | позапартійна                                  | Ленковецька сільська рада, секретар          |
| 15              | Березніцький Валерій Іванович     | 04.11.2010            | середня спеціальна | позапартійний                                 | СТОВ «Поділля», тракторист                   |
| Самовисування   |                                   |                       |                    |                                               |                                              |
| 1               | Новацький Олександр Миколайович   | 04.11.2010            | середня спеціальна | член Всеукраїнського об'єднання «Батьківщина» | тимчасово не працює                          |
| 2               | Войтинська Юзефа Йосипівна        | 04.11.2010            | вища               | член Всеукраїнського об'єднання «Батьківщина» | Ленковецьке відділення зв'язку, начальник    |
| 4               | Криворчук Юрій Петрович           | 04.11.2010            | середня спеціальна | член Всеукраїнського об'єднання «Батьківщина» | ТОВ «АКВА-Стандарт», начальник цеху          |
| 5               | Гнатюк Олександр Олександрович    | 04.11.2010            | вища               | член Всеукраїнського об'єднання «Батьківщина» | тимчасово не працює                          |
| 6               | Сидорчук Олександр Петрович       | 04.11.2010            | вища               | член Всеукраїнського об'єднання «Батьківщина» | Корпорація «СВАРОГ»                          |
| 8               | Струтинська Тетяна Іванівна       | 04.11.2010            | вища               | позапартійна                                  | Ленковецька сільська бібліотека, завідувачка |
| 10              | Філюк Петро Григорович            | 04.11.2010            | середня спеціальна | позапартійний                                 | Корпорація «СВАРОГ»                          |
| 11              | Костанецький Віктор Войцеславович | 04.11.2010            | середня спеціальна | член Всеукраїнського об'єднання «Батьківщина» | СТОВ «Поділля», водій                        |
| 12              | Миклащук Лідія Миколаївна         | 04.11.2010            | середня спеціальна | член Всеукраїнського об'єднання «Батьківщина» | Ленковецький БК, техпрацівник                |
| 14              | Святюк Леонід Степанович          | 04.11.2010            | середня спеціальна | член Всеукраїнського об'єднання «Батьківщина» | тимчасово не працює                          |
| 16              | Цицера Микола Степанович          | 14.11.2010            | середня            | член Всеукраїнського об'єднання «Батьківщина» | тимчасово не працює                          |